# Aleksandar Bresztyenszky
Aleksandar Bresztyenszky (magyarosan Bresztyenszky Sándor, Prečec, 1843. szeptember 6. – Pleso, Nagygorica része, 1904. május 9.), horvát jogtudományi író, kritikus, politikus, egyetemi tanár, a Zágrábi Egyetem rektora.

## Élete és munkássága
1843-ban született a Dugo Selo melletti Prečecben. Apja felvidéki származású köznemes volt. Vugrovecben és Zágrábban járt általános iskolába. A zágrábi Klasszikus Gimnáziumban érettségizett 1862-ben. Ezután jogot tanult Zágrábban és Pesten, ahol 1868-ban szerzett jogi doktorátust. Ugyanebben az évben báró Rauch Levin informátora lett. A Jogakadémia és a Zágrábi Egyetem professzora volt 1894. évi nyugdíjazásáig, amikor is plesoi birtokára vonult vissza, ahol tudományos és újságírói munkával, valamint politikával foglalkozott. Közben 1880-1881-ben a Zágrábi Egyetem rektora volt.
Bár korábban magyarón (azaz unionista) volt, de 1892-ben a Városi Autonóm Klub elnökeként konfliktusba került Khuen-Héderváry Károly bánnal, ami a városi tanács feloszlatásához vezetett. Az Unionista Pártból való kilépése után 1894-ben nyugdíjba vonult, ahol az újságírásnak szentelte magát és csatlakozott az ellenzékhez. Bresztyenszkynek köszönhetően született meg a kompromisszum és választási szövetség a két ellenzéki párt, a Jogpárt és a Független Néppárt között, mely pártszövetségnek Bresztyenszky lett a vezetője. Az új horvát ellenzék megteremtőjeként ő lett a Horvát Ellenzék (1902) és a Horvát Jogpárt (1903) vezetője, majd első elnöke. Zágrábban városi képviselő, országgyűlési képviselő volt. Parlamenti képviselőként számos beszédet tartott, különösen Khuen és kormánya ellen. Katolikus szervezetekben, valamint a nyugati és a keleti egyházak egyesítésén dolgozott. Egyik szervezője volt az 1900-as zágrábi első horvát katolikus találkozónak. A szakmai jogi és a Túrmező jogtörténetéről szóló dolgozatai mellett a horvátországi politikai és kulturális helyzetről is írt hazai, osztrák és magyar lapokban és folyóiratokban.
Miután Josip Stadler boszniai érsek elindította a „Balkan” című folyóiratot, amelyben a nyugati és a keleti egyház egyesítését szorgalmazta, ennek a szerkesztője lett. 1896-ban részt vett a tridenti katolikus kongresszuson, és Stadler befolyása alatt harcolt a liberalizmus és a szabadkőművesség akkori támogatói ellen. XIII. Leó pápa a Nagy Szent Gergely-rend parancsnokává nevezte ki. Vagyonának nagy részét jótékony célra hagyta. A zágrábi Mirogoj temetőben nyugszik.

## Fő művei és beszédei
- Hrvatsko-ugarsko privatno pravo Zagreb, 1889.
- Zapisnici plemenite sudčije Pleso-Rakarje od god. 1642. do 1746. Zagreb, 1889.
- Izraelićani i vršenje patronatskog prava. Zagreb 1890.
- Pravno-povjestni podaci o Turopolju. Zagreb 1892.
- Bi li išli u framasone. Zagreb 1895.
- Govor držan u Hrvatskom saboru dne 13. prosinca 1897. Zagreb 1897.
- Liberalizam i kršćanstvo Zagreb, 1897.
- Govor držan u Hrvatskom saboru dne 20. siečnja 1898. Zagreb 1898.
- Govor i interpelacija. Podnešena u Saboru kraljevinah Hrvatske, Slavonije i Dalmacije dne 8. veljače 1899. glede upraviteljstva u plemenitoj sudčiji Mraclin. Zagreb 1899.
- Predlog i govor o plem. obćini Turopolje držan u Saboru kraljevinah Hrvatske, Slavonije i Dalmacije dne 25. siečnja 1899. Zagreb 1899.
- Govor o uredjenju Save izrečen u Saboru kraljevina Hrvatske, Slavonije i Dalmacije u sjednici od 7. veljače 1900. Zagreb 1900.
- Svojim štovanim izbornicima. Zagreb 1902.
- Interpelacije i govori držani dne 3. i 6. prosinca 1902. u Hrvatskom saboru. Zagreb 1903.

## Emlékezete
- Munkásságának köszönhetően bekerült a „Híres és érdemes horvátok és nevezetes személyek a horvát történelemben 925-1925 között” című életrajzi lexikonba.

- 1933 óta Zágrábban utca viseli a nevét.[3]

## Fordítás
Ez a szócikk részben vagy egészben  az   Aleksandar Bresztyenszky című horvát Wikipédia-szócikk ezen változatának fordításán alapul.  Az eredeti cikk szerkesztőit annak laptörténete sorolja fel. Ez a jelzés csupán a megfogalmazás eredetét és a szerzői jogokat jelzi, nem szolgál a cikkben szereplő információk forrásmegjelöléseként.